# Cockburn Peak
Cockburn Peak är en bergstopp i Antarktis. Den ligger i Västantarktis. Argentina, Chile och Storbritannien gör anspråk på området. Toppen på Cockburn Peak är 471 meter över havet.
Terrängen runt Cockburn Peak är huvudsakligen platt, men den allra närmaste omgivningen är kuperad. Trakten är glest befolkad. Närmaste befolkade plats är Marambio Station, 10,2 kilometer sydost om Cockburn Peak. 